# David Tanner (cyclisme)
Cet article concerne le coureur cycliste. Pour le rameur, voir David Tanner (aviron).
Pour les articles homonymes, voir Tanner.
David Tanner, né le 30 septembre 1984 à Melbourne, est un coureur cycliste australien.

## Biographie
David Tanner commence le cyclisme à l'âge de neuf ans, poussé par sa mère afin qu'il se défoule. Il gagne la deuxième course à laquelle il participe.
En 2003, à 18 ans, David Tanner arrive en France, à l'UC Châteauroux. Il commence alors une période de six ans passée dans des équipes amateur françaises. Après trois mois à Châteauroux, il doit rentrer en Australie car le club fait face à des difficultés financières. Il s'installe alors à Sydney et court avec l'Institut du sport de Nouvelle-Galles du Sud, où il est entraîné par Rodney McGee. En 2004, il est membre de l'UVCA Troyes pendant trois mois puis effectue une bonne fin de saison en Australie. David Tanner arrive dans les rangs du VC Roubaix Lille Métropole en 2005, sur les conseils de l'équipe professionnelle La Française des Jeux. Celle-ci le pousse à passer ensuite au Super Sport 35-ACNC. En 2007, Tanner rejoint le VC La Pomme Marseille. Ce n'est qu'une fois arrivé dans cette équipe qu'il dit avoir commencé à prendre du plaisir. Il remporte une étape sur le Tour du Gévaudan et finit deuxième du classement général, avant de prendre des places d'honneur sur des classiques françaises. Il continue ses belles performances l'année suivante sur des courses françaises ce qui lui vaut un stage de fin d'année dans l'équipe Barloworld. Durant cette période, une chute au Tour du Gévaudan lui cause des blessures au dos et aux jambes. Il peine alors à trouver une équipe susceptible de l'engager l'année suivante,.
En 2009, il est recruté par Rock Racing, une équipe continentale américaine. Il prend des places d'honneur sur l'Herald Sun Tour et achève cette course à étapes à la dixième place. Rock Racing est en difficulté : ses coureurs courent peu et ne reçoivent pas leur salaire. En fin d'année, l'équipe annonce qu'elle disparaît l'année suivante. David Tanner rejoint alors l'équipe australienne Fly V Australia en 2010. Ses victoires sur le Tour de Beauce, la Cascade Classic et le Tour de l'Utah lui valent d'être recruté par l'équipe ProTour Saxo Bank-Sungard pour 2011.
Au sein de cette équipe, il est surtout chargé d'emmener les sprinters Baden Cooke, Juan José Haedo et Jonathan Cantwell. En avril 2011, il est dixième du Hel van het Mergelland. Ce début d'année est surtout marqué par des blessures : il se casse plusieurs côtes lors de Milan-San Remo, puis se fracture un coude lors du Tour de Castille-et-León,. En juin, il prend la cinquième place du Ster ZLM Toer. En 2012, il doit renoncer à faire ses débuts en grand tour au Tour d'Italie, faute d'avoir suffisamment récupéré d'une blessure aux côtes quelques semaines plus tôt, au Circuit de la Sarthe. Il obtient de bons résultats lors de classiques. Il est ainsi douzième de la Vattenfall Cyclassics et dix-neuvième du Grand cycliste de Québec. En fin de saison, après avoir pris part au premier championnat du monde par équipes de marques, il est pour la première fois sélectionné en équipe nationale pour le championnat du monde sur route, qu'il termine à la 42e place.
À l'issue de la saison 2012, il quitte Saxo Bank pour l'équipe néerlandaise Belkin, au sein de laquelle il est appelé à être un équipier des sprinters Mark Renshaw et Theo Bos. En août 2013, il participe au Tour d'Espagne, son premier grand tour, en tant qu'équipier de Bauke Mollema. Il aide ce dernier à s'imposer lors de la 17e étape. Il est ensuite à nouveau sélectionné en équipe nationale pour le championnat du monde sur route. En janvier 2014, il se fracture une clavicule en tombant lors du Tour Down Under. Il dispute le Tour d'Italie au printemps. À l'issue de cette saison, il n'est pas conservé par Belkin.
En décembre 2014, il est annoncé en tant que membre de l'équipe IAM Cycling pour 2015, aux côtés d'un autre coureur de Belkin, Stef Clement. En septembre 2016, peu avant la dissolution de l'équipe IAM, il subit de multiples blessures après avoir été heurté par une voiture pendant un entraînement, ce qui l'amène à passer trois semaines en soins intensifs. L'année suivante, il rejoint l'équipe Verandas Willems-Crelan en juillet, après avoir conclu un accord avec le manager Nick Nuyens, ancien coéquipier de Tanner chez Saxo Bank-SunGard. Son contrat est prolongé en 2018.

## Palmarès et classements mondiaux

### Palmarès
| - 2004 - 1re étape du Tour des Pays de Savoie - Forestry Tasmania Scottsdale Grand Prix - 2e étape du Tour of Sunraysia - 2005 - 2e de la Boucle de l'Artois - 2006 - 2e du Cabri Tour - 2007 - 1re étape du Tour du Gévaudan - 2e de la Roue tourangelle - 2e du Tour du Canton de Saint-Ciers - 2e du Tour du Gévaudan - 2e du Souvenir Thierry-Ferrari - 3e des Boucles de la Marne - 3e de la Ronde de l'Oise - 2008 - 1re étape du Tour du Pays Roannais - 2e du Grand Prix Mathias Piston - 2e de Bordeaux-Saintes - 2e du Trophée des champions - 2e du Tour du Pays Roannais - 3e du Grand Prix de Peymeinade | - 2009 - 4e étape du Tour of the Murray River - 2010 - 4e étape de la Vuelta de Bisbee - 2e étape du Tour de Beauce - 4e étape du Cascade Classic - 1re étape du Tour de l'Utah - 2e étape du Tour de Chine - 2e du Tour de Chine - 2015 - 3e étape du Tour d'Autriche - 2016 - 3e du Grand Prix du canton d'Argovie |  |

### Résultats sur les grands tours

#### Tour d'Italie
1 participation
- 2014 : 130e

#### Tour d'Espagne
2 participations
- 2013 : 106e
- 2015 : abandon (2e étape)

### Classements mondiaux
| Année            | 2005 | 2006 | 2007 | 2008 | 2009 | 2010 | 2011 | 2012 | 2013 | 2014 | 2015 |
| ---------------- | ---- | ---- | ---- | ---- | ---- | ---- | ---- | ---- | ---- | ---- | ---- |
| UCI World Tour   |      |      |      |      |      |      | nc   | nc   | 214e | nc   | nc   |
| UCI America Tour |      |      |      |      |      | 248e |      |      |      |      |      |
| UCI Asia Tour    |      |      |      |      |      | 50e  |      |      |      |      |      |
| UCI Europe Tour  | 382e |      | 262e | 393e |      |      |      |      |      |      |      |
| UCI Oceania Tour |      |      | 56e  |      |      | 33e  |      |      |      |      |      |